# تپه قل رومزی الف
تپه قل رومزی الف مربوط به دوران‌های تاریخی پس از اسلام است و در شهرستان شوشتر، روستای قل رومزی واقع شده و این اثر در تاریخ ۵ آذر ۱۳۸۰ با شمارهٔ ثبت ۴۳۱۵ به‌عنوان یکی از آثار ملی ایران به ثبت رسیده است.